# Georg Lorenz
Pour les articles homonymes, voir Lorenz.
Georg Lorenz, nom de scène de Georg Laurenz Teply (né le 24 janvier 1903 à Neustadt an der Tafelfichte, mort le 12 novembre 1947 à Munich) est un acteur autrichien.

## Biographie
Georg Lorenz est souvent dans des pièces paysannes basées sur les modèles de Ludwig Anzengruber et Ludwig Thoma.
En décembre 1945, il monte la pièce Münchhausen kann nichts dafür à Straubing avec Curd Jürgens, qui y dirige également le théâtre, dans le rôle titre. 

## Filmographie
- 1941 : Entrez dans la danse (de)
- 1941 : Brüderlein fein (de)
- 1942 : Wien 1910
- 1942 : Aimé des dieux
- 1942 : Un couple heureux
- 1943 : Rêve blanc
- 1943 : Die goldene Fessel
- 1943 : Schrammeln (de)
- 1944 : Glück bei Frauen
- 1944 : Amour et Musique
- 1945 : Wie ein Dieb in der Nacht
- 1945 : Der große Fall (de)